# Anna Szergejevna Kurnyikova
Anna Szergejevna Kurnyikova (oroszul: Анна Сергеевна Курникова; Moszkva, Szovjetunió, 1981. június 7. –) orosz egykori páros világelső, hivatásos teniszezőnő, 2003-ban visszavonult hát- és gerincsérülései miatt.
Pályafutása legjobb eredményeit párosban érte el: 16 WTA-tornát nyert meg, ebből kettő Grand Slam (Martina Hingisszel párban), és világelső is volt 1999-ben. Egyéniben nem nyert tornát, négy döntőbe jutott be, a legjobb világranglista-helyezése a 8. volt. 1997-ben wimbledoni debütálásakor bejutott az elődöntőbe, ez élete legjobb egyéni Grand-Slam eredménye.
Enrique Iglesias spanyol énekes élettársa, akivel az Escape videóklip forgatásán ismerkedett meg. A párnak 2017. december 16-án ikrei születtek a South Miami Kórházban: Nicholas és Lucy. 2020-ban megszületett harmadik gyermekük.

## Pályafutása
Se apja (Szergej, tanár a moszkvai sportegyetemen), se anyja (Alla, közgazdász) nem terelte Annát tudatosan a profi teniszjátékosi karrier felé – leginkább csak azért járatták edzésekre, hogy az egészsége megerősödjön. Anna tenisztehetsége ötéves korában nyilvánult meg először, amikor elkezdett játszani a heti gyerek-sportprogramban. Annak ellenére, hogy szülei nem voltak különösebben tehetősek, rövidesen már olyan sportklubokban kezdhetett komolyabban gyakorolni, mint a Szokolnyiki Park és a Szpartak Club.
Első teniszedzője (még Moszkvában) Larissza Preobrazsenszkaja volt, 1985-től 1989-ig – Anna pedig már iskoláskorában is végig edzett és gyakorolt. 1992-ben (11 évesen) édesanyjával együtt Floridába, Bradentonba költözött, és a Nick Bolletieri´s Tennis Academy-n folytatta tanulmányait. Nagy könnyebbséget jelentett számára az, hogy – Moszkvával ellentétben – itt már nem kellett állandóan ingáznia a teniszpályák és az iskola között.
13 évesen bejutott az Orange Bowl döntőjébe, amit ha megnyert volna, úgy ő lett volna a bajnokság legfiatalabb győztese. Az Orange Bowl 18. kupáját azonban már ténylegesen elhódította 1995-ben – akárcsak a 18. Európai Bajnokságot és az olasz Open juniort is. Wimbledonban junior középdöntős, a francia Open junior kupában pedig negyeddöntős lett 1995-ben. Ez évben lépett elő professzionális teniszjátékossá is. 14 éves korában megnyerte a Fed Cup versenyt, ahol így már valóban felállíthatta győzelmével a fiatalsági rekordot. Karrierje innentől egyenesen ívelt felfelé.

## Érdekességek
- Hosszú utat járt be azóta, hogy szüleinek nem volt elég pénze megvenni első teniszütőjét: 1999-ben már 11 millió USD-t keresett.
- 1998-ban a világ 50 legszebb embere közé választotta a People Magazine (címlaplányként), 2000 júniusában pedig a Sports Illustrated címlapjára is felkerült.
- Bár számos pletyka kering a Pavel Burével és Szergej Fjodorovval folytatott állítólagos románcairól, Anna állítja, hogy élete első számú szerelme mindig is az volt, ami híressé tette: a tenisz.
- 2000-ben a 66. lett a Maxim magazin a világ 100 legszexisebb nője listán.[3]
- Néhány pillanatra feltűnik az Én és én meg az Irén című filmben.

## Grand Slam-döntői

### Páros

#### Győzelmei (2)
| Év   | Helyszín        | Partner        | Ellenfelei a döntőben                        | Eredmény a döntőben |
| 1999 | Australian Open | Martina Hingis | Lindsay Davenport / Natasa Zvereva           | 7–5, 6–3            |
| 2002 | Australian Open | Martina Hingis | Daniela Hantuchová / Arantxa Sánchez Vicario | 6–2, 6–7, 6–1       |

#### Elvesztett döntői (1)
| Év   | Helyszín      | Partner        | Ellenfelek a döntőben            | Eredmény a döntőben |
| 1999 | Roland Garros | Martina Hingis | Serena Williams / Venus Williams | 3–6, 7–6, 6–8       |

### Vegyes páros (2)

#### Elvesztett döntői (2)
| Év   | Helyszín  | Partner        | Ellenfelek a döntőben                  | Eredmény a döntőben |
| 1999 | Wimbledon | Jonas Björkman | Lijendar Pedzs / Lisa Raymond          | 4–6, 6–3, 3–6       |
| 2000 | US Open   | Makszim Mirni  | Jared Palmer / Arantxa Sánchez Vicario | 4–6, 3–6            |